# Paranomus esterhuyseniae
Paranomus esterhuyseniae är en tvåhjärtbladig växtart som beskrevs av Margaret Rutherford Bryan Levyns. Paranomus esterhuyseniae ingår i släktet Paranomus och familjen Proteaceae. Inga underarter finns listade i Catalogue of Life.